# Pierre de Chappes
Pierre de Chappes (ou des Chappes), le cardinal de Chartres, né à villemeux-sur-Eure dans l'actuel département d'Eure-et-Loir et mort le 24 mars 1336 à Avignon, est un cardinal français  du XIVe siècle.

## Repères biographiques
Pierre de Chappes est chanoine aux chapitres de Chartres, de Reims et d'Amiens. Il est chancelier de France de  1316 à 1320. et trésorier du diocèse de Laon à partir de 1317. En 1320 il est élu évêque d'Arras et il est transféré au diocèse de Chartres en 1326. 
De Chappes est créé cardinal par le pape Jean XXII lors du consistoire du 18 décembre 1327. Il résilie son bénéfice de Chartres au profit de son successeur. Le cardinal de Chappes participe au conclave de 1334, lors duquel Benoît XII est élu.